# 茂州 (四川省)
茂州（もしゅう）は、中国にかつて存在した州。唐代から民国初年にかけて、現在の四川省アバ・チベット族チャン族自治州南東部に設置された。

## 概要
618年（武徳元年）、唐により隋の汶山郡が会州と改められた。会州は汶山・北川・汶川・通化・翼針・翼水・左封・交川の8県を管轄した。この年のうちに翼針・翼水・左封の3県を分離して翼州が置かれ、交川県が松州に転属した。621年（武徳4年）、会州は南会州と改称された。634年（貞観8年）、南会州は茂州と改称された。742年（天宝元年）、茂州は通化郡と改称された。758年（乾元元年）、通化郡は茂州の称にもどされた。茂州は剣南道に属し、汶山・石泉・汶川・通化の4県を管轄した。
北宋のとき、茂州は成都府路に属し、汶山県と鎮羌寨と鶏宗関を管轄した。南宋のとき、汶川県が加増された。璫州・直州・時州・塗州・遠州・飛州・乾州・可州・向州・居州の羈縻州10州を管轄した。
元のとき、茂州は陝西等処行中書省に属し、汶山・汶川の2県を管轄した。
明のとき、茂州は成都府に属し、汶川県1県を管轄した。
1728年（雍正6年）、清により茂州は直隷州に昇格した。茂州直隷州は四川省に属し、汶川県と瓦寺宣慰司・沙壩安撫司・静州長官司・岳希長官司・実大関長官司・隴木長官司の6土司を管轄した。
1912年、中華民国により茂州直隷州は廃止され、茂県と改められた。